# Summanjoki

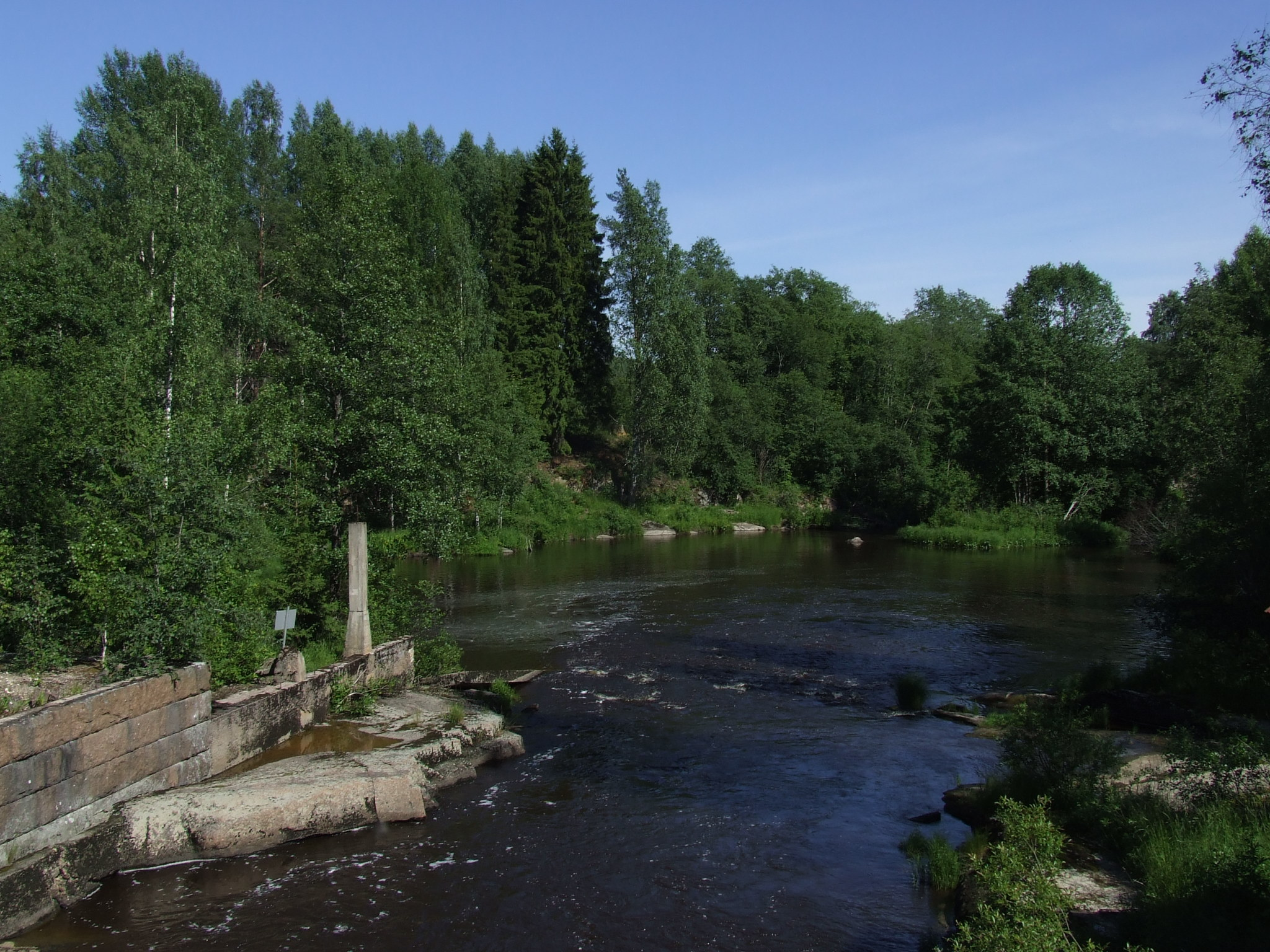
Summa älv i Metsäkylä i Fredrikshamns stad

Summanjoki, eller Summa älv, är en älv i landskapet Kymmenedalen i Finland.
Vid Summa älvs utlopp i Finska viken, strax väster om Fredrikshamn, låg det 2008 nedlagda Summa pappersbruk, som numera är en serverhallanläggning för Google.